# عین تزیتونت
عین تزیتونت (به فرانسوی: Ain Tazitounte) یک منطقهٔ مسکونی در مراکش است که در مراکش تانسیفت الحوز واقع شده‌است.

## خصوصیات
عین تزیتونت ۵٬۹۴۷ نفر جمعیت دارد.